# Gussjön
Gussjön este o arie protejată (arie specială de conservare — SAC, sit de importanță comunitară — SCI, arie de protecție specială avifaunistică — SPA) din Suedia întinsă pe o suprafață de 101,4 ha, integral pe uscat.

## Localizare
Centrul sitului Gussjön este situat la coordonatele 59°53′50″N 16°22′44″E / 59.8972°N 16.3789°E.

## Înființare
Situl Gussjön a fost declarat sit de importanță comunitară în ianuarie 1998 pentru a proteja 12 specii de animale. Alte tipuri de protecție:
- arie de protecție specială avifaunistică (în ianuarie 1998)[2]
- arie specială de conservare (în martie 2011)[1][3][4]

## Biodiversitate
Situată în ecoregiunea boreală, aria protejată conține 3 habitate naturale: Lacuri eutrofice naturale cu vegetație de tip Magnopotamion sau Hydrocharition, Pajiști cu Molinia pe soluri calcaroase, turboase sau argilos-nămoloase (Molinion caeruleae), Pășuni din zone de pădure fino-scandinave.
La baza desemnării sitului se află mai multe specii protejate de  păsări (12): buhai de baltă (Botaurus stellaris), chirighiță neagră (Chlidonias niger), erete de stuf (Circus aeruginosus), cristeiul de câmp (Crex crex), lebădă de iarnă (Cygnus cygnus), cocor (Grus grus), ferestraș mic (Mergus albellus), vultur pescar (Pandion haliaetus), bătăuș (Philomachus pugnax), corcodel-urechiat (Podiceps auritus), cresteț pestriț (Porzana porzana), fluierar de mlaștină (Tringa glareola).